# Takayus latifolius
Takayus latifolius là một loài nhện trong họ Theridiidae.
Loài này thuộc chi Takayus. Takayus latifolius được Takeo Yaginuma miêu tả năm 1960.